# Campionati Internazionali a Squadre 1997
I Campionati Internazionali a Squadre 1997 sono stati la prima edizione dei Campionati Internazionali a Squadre, evento ginnico tenutosi annualmente negli Stati Uniti. Si sono svolti al Riverfront Coliseum di Cincinnati (Ohio) il 21 e 22 marzo 1997.

## Programma
Tutti gli orari sono in UTC-5.
| Giorno   | Ora   | Gara                             |
| -------- | ----- | -------------------------------- |
| 21 marzo | 14.00 | Finale a squadre (uomini junior) |
| 21 marzo | 19.00 | Finale a squadre (uomini senior) |
| 22 marzo | 13.00 | Finale a squadre (donne junior)  |
| 22 marzo | 18.00 | Finale a squadre (donne senior)  |

## Partecipanti
Ai primi Campionati Internazionali a Squadre hanno preso parte 71 atleti, 35 donne e 36 uomini, provenienti da 3 paesi.
| - Cina (23) - Romania (24) - Stati Uniti (24) |

## Podi

### Maschile senior
| Evento                | Oro                                                                                             | Punteggio | Argento                                                                                            | Punteggio | Bronzo                                                            | Punteggio |
| Concorso individuale  | Cristian Leric                                                                                  | 54,000    | Li Bo                                                                                              | 53,300    | Steve McCain                                                      | 52,750    |
| Corpo libero          | Jay Thornton                                                                                    | 9,150     | Jason Gatson                                                                                       | 9,000     | John Macready                                                     | 8,850     |
| Cavallo con maniglie  | Florentin Pescaru                                                                               | 9,500     | Zhao Shen                                                                                          | 9,400     | Chen Zhenyu                                                       | 9,350     |
| Anelli                | Adrian Ianculescu                                                                               | 9,600     | John Roethlisberger                                                                                | 9,250     | Sandro Nistor                                                     | 9,150     |
| Volteggio             | Cristian Leric                                                                                  | 9,650     | Wang Xun                                                                                           | 9,600     | Dorin Petcu                                                       | 9,450     |
| Parallele simmetriche | Zhao Shen                                                                                       | 9,350     | Li Bo                                                                                              | 9,100     | Jason Gatson                                                      | 8,950     |
| Sbarra                | Steve McCain                                                                                    | 9,200     | John Macready                                                                                      | 9,100     | Dorin Petcu                                                       | 9,050     |
| Concorso a squadre    | Stati Uniti Steve McCain John Macready John Roethlisberger Jason Gatson Jay Thornton Garry Denk | 214,450   | Romania Cristian Leric Adrian Ianculescu Dorin Petcu Marius Urzică Sandro Nistor Florentin Pescaru | 214,050   | Cina Li Bo Zhao Shen Wang Xun Cheng Liang Chen Zhenyu Zheng Lihui | 213,500   |

### Femminile senior
| Evento                 | Oro                                                                                                 | Punteggio | Argento | Punteggio | Bronzo                                           | Punteggio |
| Concorso individuale   | Maria Olaru                                                                                         | 37,500    | Kristen Maloney                                                                                                   | 37,487    | Claudia Presăcan                                 | 36,975    |
| Volteggio              | Erika Boncsina                                                                                      | 9,612     | Vanessa Atler | 9,562     | Maria Olaru                                      | 9,500     |
| Parallele asimmetriche | Liu Xuan                                                                                            | 9,750     | Wang Xin | 9,675     | Meng Fei                                         | 9,600     |
| Trave                  | Meng Fei                                                                                            | 9,550     | Kristen Maloney Chen Mi                                                                                           | 9,525     | /                                                | /         |
| Corpo libero           | Corina Ungureanu                                                                                    | 9,675     | Maria Olaru | 9,650     | Gina Gogean Kristen Maloney                      | 9,525     |
| Concorso a squadre     | Romania Gina Gogean Alexandra Dobrescu Maria Olaru Erika Boncsina Corina Ungureanu Claudia Presăcan | 148,849   | Stati Uniti Theresa Kulikowski Kathleen Shrieves Jamie Dantzscher Vanessa Atler Kristen Maloney Dominique Moceanu | 147,873   | Cina Chen Mi Meng Fei Liu Xuan Wang Xin Jin Ying | 146,899   |

### Maschile junior
| Evento                | Oro                                                         | Punteggio | Argento                                                                                       | Punteggio | Bronzo                                                                                          | Punteggio |
| Concorso individuale  | Yang Wei                                                    | 53,450    | Li Xiaopeng                                                                                   | 53,100    | Lü Bin                                                                                          | 52,150    |
| Corpo libero          | Li Xiaopeng                                                 | 8,750     | Jamie Natalie                                                                                 | 8,600     | Marian Malita Kris Zimmerman                                                                    | 8,500     |
| Cavallo con maniglie  | Marian Malita                                               | 9,150     | Yewki Tomita                                                                                  | 9,100     | Yang Wei                                                                                        | 8,950     |
| Anelli                | Yang Wei                                                    | 9,250     | Lü Bin                                                                                        | 8,950     | Li Xiaopeng                                                                                     | 8,750     |
| Volteggio             | Li Yufeng                                                   | 9,400     | Lü Bin                                                                                        | 9,200     | Yang Wei                                                                                        | 9,150     |
| Parallele simmetriche | Li Xiaopeng                                                 | 9,350     | Yang Wei                                                                                      | 9,100     | Li Yufeng                                                                                       | 8,900     |
| Sbarra                | Yang Wei                                                    | 8,850     | Li Xiaopeng                                                                                   | 8,800     | Lü Bin                                                                                          | 8,750     |
| Concorso a squadre    | Cina Yang Wei Li Xiaopeng Lü Bin Li Yufeng Yang Tao Zhao Gu | 211,000   | Stati Uniti Freddie Umali Kris Zimmerman Jamie Natalie Aaron Floyd Yewki Tomita Brett McClure | 201,600   | Romania Marian Malita Marian Drăgulescu Robert Ene Levente Fekete Danut Coseriu Bogdan Boldojar | 193,550   |

### Femminile junior
| Evento                 | Oro                                                                                     | Punteggio | Argento                                                          | Punteggio | Bronzo                                                                                       | Punteggio |
| Concorso individuale   | Lindsay Wing                                                                            | 36,887    | Kristen Stucky                                                   | 36,462    | Wu Xiaohua                                                                                   | 36,437    |
| Volteggio              | Lindsay Wing                                                                            | 9,287     | Liang Yan Wu Xiaohua                                             | 9,062     | /                                                                                            | /         |
| Parallele asimmetriche | Peng Sha                                                                                | 9,500     | Lindsay Wing                                                     | 9,375     | Ling Jie                                                                                     | 9,300     |
| Trave                  | Lindsay Wing                                                                            | 9,575     | Fan Wen                                                          | 9,500     | Nicoleta Onel                                                                                | 9,450     |
| Corpo libero           | Wu Xiaohua                                                                              | 9,525     | Monique Chang                                                    | 9,475     | Kristen Stucky                                                                               | 9,250     |
| Concorso a squadre     | Stati Uniti Lindsay Wing Kristen Stucky Monique Chang Christy Ray Elise Ray Erin Dooley | 146,049   | Cina Peng Sha Wu Xiaohua Ling Jie Fan Wen Xin Yingying Liang Yan | 144,786   | Romania Andreea Răducan Draguta Dobre Nicoleta Onel Ramona Socarici Elena Oprea Olimpia Popa | 139,237   |